# Іжевський Василь Петрович
Василь Петрович Іжевський (рос. Василий Петрович Ижевский; 4 (16) червня 1863, Рязань — 23 жовтня 1926, Київ) — професор кафедри металургії, організатор металургійної спеціальності і кафедри металургії Київського політехнічного інституту.

## Біографія, наукова діяльність
Народився 4 (16 червня) 1863 року в Рязані. 1887 року закінчив фізико-математичний факультет Московського університету. В Київському політехнічному інституті працював з 1889 до 1926 року, з 1912 року — професор.
Основні праці присвячені питанням доменного виробництва, металографії, електрометалургії і термообробки. Розробив методику розрахунку матеріального і теплового балансу доменної печі, працював у галузі електрометалургії. Ним розроблені декілька конструкцій електричних печей (1901–1907). Запропонував нагрівання сталі перед гартуванням у соляних ваннах, розробив газогенератор оригінальної конструкції (1919–1923). Запропонував спеціальні хімічні реактиви для виявлення мікроструктури залізовуглецевих сплавів.
Серед його вихованців — видатні вчені та інженери, зокрема, віце-президент АН СРСР академік І. П. Бардін, професори М. П. Чижевський та В. Ю. Васильєв.

Могила В. П. Іжевського

Помер 23 жовтня 1926 року. Похований у Києві на Лук'янівському цвинтарі (ділянка № 21, ряд 11, місце 10).

## Основні праці
- Зависание доменной шихты, ч. 1, в кн.: Сборник технических статей. Приложение к горно-заводскому листку, 1903, № 3. 1904, № 2, 3. 11, 1906, № 5 (рос.),
- Новейшая проблема в доменном деле, в кн.: Сборник технических статей. Приложение к горно-заводскому листку, 1905, № 4, 9. (рос.)
- Электрометаллургия железа и стали, в кн.: Сборник технических статей. Приложение к горно-заводскому листку, 1905, № 10, 11, 1907. № 5, (рос.)
- Новая электрическая печь для плавки стали. Доклад..., "Технический вестник", 1908, № 4, (рос.)
- Система учета доменного баланса, [Доклад...], "Журнал Русского металлургического об-ва", 1912, № 2, (рос.)
- Реторта внутреннего нагрева... или "Тепловик", "Журнал Русского металлургического об-ва", 1925, № 1. (рос.)
- Получение зернистого перлита при отжиге стали в вакуум-электрической печи. («Отримання зернистого перліту при відпалюванні сталі у вакуум-електричній печі») (1910). (рос.)

## Зовнішні джерела
- Іжевський Василь Петрович [Архівовано 19 березня 2015 у Wayback Machine.] на офіційному сайті Національного технічного університету України «Київський Політехнічний Інститут».